# Yach Film 1995
4. Festiwal Polskich Wideoklipów Yach Film 1995 - festiwal odbył się w sierpniu 1995 roku.
W skład jury weszli Jarosław Żamojda, Maciej Chmiel, Włodek Łoziński oraz Yach Paszkiewicz.

## Grand Prix
Opracowano na podstawie materiału źródłowego.
- Varius Manx - "The Gardeners", reżyseria Bolesław Pawica

## Reżyseria
Opracowano na podstawie materiału źródłowego.
- Krystian Matysek za "Czerwone Górole" De Press

## Scenariusz
Opracowano na podstawie materiału źródłowego.
- Jacek Kęcik za "??" Raz, Dwa, Trzy

## Montaż
- Marek Denys i Marcin Piątkowski za "Nastroje" Jarosława Wąsika

## Zdjęcia
Opracowano na podstawie materiału źródłowego.
- Andrzej Sawczuk za "WHA- Mo- Ya" Aya RL

## Drewniane Yachy
Opracowano na podstawie materiału źródłowego.
- Robert Turło za "Dramat fryzjerski" Big Cyc,
- Łukasz Jankowski za "Oddalenie" Kazika,
- "Fundacja Brulion" za całokształt,
- filmowcy z Bydgoszczy: Sender, Cuske i Wolender za "Nocną Zmianę Bluesa"